# Captain Rainbow
Captain★Rainbow (キャプテン★レインボー Kyaputen Reinbō?) é um jogo de video game exclusivo para o Wii, desenvolvido pela skip Ltd., os criadores de Chibi-Robo! e GiFTPiA.
O protagonista "Nick" tem a habilidade de se transformar no "Captain★Rainbow" um super-herói com estilo tokusatsu, o qual tem o desejo de restaurar a sua popularidade. Para restaurar a sua popularidade, Nick se aventura em Mimin Island; uma ilha conhecida por realizar desejos, lá ele vai conhecer personagens esquecidos da Nintendo que possuem sonhos e desejos durante a jornada. O jogo dispõe de um visual com estilo cartoon similar a outros jogos da produtora Skip.

## Jogabilidade
A jogabilidade de Captain★Rainbow pode ser dividia em duas partes; a parte de aventura e a de ação. Na parte de aventura o jogador deve se divertir com a vida na ilha junto com os outros moradores. Nick pode ir pescar e ajudar os outros moradores da ilha com os seus pedidos. A maioria dos pedidos levam a mini-games, como boxe, vôlei, pesca e golfe. Ajudar os moradores garante cristais especiais, no formato de estrela, conhecidos como "Kirarin" ("Brilhantes"). A parte de ação é baseada nesse cristais que 20 Kirarin são juntados, uma estrela irá cair do céu. A estrela pode ser carregada para um altar no topo da ilha garantindo um desejo. Ao carregar a estrela para o altar Nick é desafiado por uma sombra misteriosa que por motivos misteriosos que a estrela para si mesmo. Se Nick conseguir carregar a estrela ao altar ele terá duas opções de desejo. Ele pode garantir o seu próprio desejo de se tornar um herói popular o desejo de alguém da ilha e voltar para conseguir outros Kirarin.

## Personagens
- Nick - O alterego de Nick é o Captain★Rainbow, não sendo mais popular como era antes, resolve ir a ilha Mimin para realizar seu sonho de ter a popularidade de volta.
- Mimin - Criaturas similares a coelhos com orelhas amarelas. Os habitantes originais da ilha. eles demonstram uma conexão com a habilidade de realizar desejos da ilha.
- Shadow - Depois que Nick consegue a estrela, esse personagem surge para rouba-la. Nick pode tira-lo do caminho com o seu Ioiô ou na sua forma de Captain★Rainbow, desafiar em um duelo.
- Birdo (Catherine)  - De Super Mario Bros. 2, a razão de Birdo de ir para a ilha Mimin é que é que ela foi presa por usar o banheiro feminino. O jogador tem que ir até a casa dela encontrar algo que prove que ela seja femêa. Dizem que o objeto qe se encontra (que não é mostrado, a não ser por um ponto de interrogação) é um vibrador.
- Mappo - O robô de GiFTPiA, veio a ilha Mimin para trabalhar em um escritório de agência de policia. Mappo mora com Tao em uma estação de guarda, onde mantém Birdo em uma cela.
- Tao - O cachorro de Chibi-Robo! e GiFTPiA. Seu sonho é não fazer nada, apenas comer.
- Drake Redcrest (Gitchoman) - O action figure de Chibi-Robo!. Ele pode ser encontrado na praia, próximo a rede de vôlei do Famicom Wars.
- Little Mac - Do jogo Mike Tyson's Punch-Out!!. O desejo de Mac é de se tornar campeão mundial de novo.
- Hikari - De Shin Onigashima. Ela demonstra intimidada com Nick. Ela demonstra ser mais velha do que era em Shin Onigashima.
- Takamaru - De Nazo no Murasamejō. Se descontrola quando pensa em mulheres, tendo como desejo conseguir se controlar ao pensar em mulheres.
- Ossan - DeFamicom Golf, é um homem velho que mora em uma casa estilizada de golfe.
- Lip - De Panel de Pon , tem o sonho de se tornar uma grande mágica. Ela mora em um cogumelo com uma Piranha Plant no jardim.
- Tracy - De The Legend of Zelda: Link's Awakening. Seu desejo é o de transformar todos os homens em escravos. Mora em uma grande mansão no centro da ilha.
- Famicom Wars Soldiers - De Famicom Wars. Por algum motivo o desejo deles é de se tornarem bons jogadores de vôlei.
- Devil - De Devil World. Seu desejo é o de se tornar o maior vilão do submundo. Mora em uma casa no formato de caveira com asas de morcego.

## Recepção
Notas dadas ao jogo por sites e revista especializadas:
- Famitsu - 31 de 40[1]